# Criomica viktorovi
Criomica viktorovi är en stekelart som beskrevs av Mikhail Vasilievich Kozlov 1975. Criomica viktorovi ingår i släktet Criomica och familjen gallmyggesteklar. Inga underarter finns listade i Catalogue of Life.